# Gwynne Evans
Gwynne Evans (ur. 3 września 1880 w Saint Louis, zm. 21 stycznia 1965 tamże) – amerykański pływak i piłkarz wodny, dwukrotny brązowy medalista olimpijski Letnich Igrzysk 1904 w Saint Louis.
Razem z klubem Missouri Athletic Club zdobył dwa brązowe medale olimpijskie w sztafecie pływackiej na 4 × 50 jardów stylem dowolnym oraz w turnieju piłki wodnej.